# Свободный полёт
«Свободный полёт» (до 2003 года — «Сыновья») — российская рок-группа.

## История

### «Сыновья» (1994—2003)
Группа «Сыновья» основана 14 января 1994 года в Красногорске студентами МВТУ им. Баумана Евгением Владимировым (гитара), Ильей Полежаевым (гитара) и Дмитрием Швековым (ударные). Позже к группе присоединяется Илья Розинский (бас). 24 декабря 1994 года проходит первый концерт группы. В течение следующих двух лет состав группы неоднократно меняется, и из первоначального состава остаются только Илья Полежаев и Илья Розинский. Другими членами коллектива становятся Михаил Корзин (аккордеон, клавиши), Марина Кириллина (скрипка), Алексей Садовский (барабаны), Михаил Галузин (бас-гитара), Акишин Евгений (соло-гитара). В июле 1998 года бас-гитаристом группы становится Игорь Теренин.
В 1997 году «Сыновья» выступали на фестивале «Найденное поколение». В следующем году коллектив получил третью премию на Клинском рок-фестивале «Хит-98». В 1999 году «Сыновья» принимают участие в «Фестивале Надежд», а также побеждают на фестивале «Единение». Группа становится дипломантом фестиваля авторской песни им. Булата Окуджавы.
К 1999 году «Сыновья» записали альбомы «Детские песни», «Путём любви» и «В широком поле» (EP), и приступили к записи альбома, состоящего из песен, исполняемых в концертной программе «Навсегда».
В 2000 году группа выпустила альбом «Начало» (live), а в 2001 «Прости меня» (live).
Летом 2002 года группа записала свой третий студийный альбом «Русский блюз», в который вошли 26 лучших песен.

### «Свободный полет» 1.0 (2003—2009)
В сентябре 2003 года «Сыновья» прекратили существование. Вместо них появился коллектив «Свободный полёт», в первый состав которого вошли Илья Полежаев (гитара, вокал), Михаил Корзин (аккордеон, клавишные), Евгений Козлов (бас), Алексей Шлепов (ударные), Кирилл Мосунов (перкуссия) и Максим Шалдыкин (конги).
В декабре 2004 года группа выпустила свой первый номерной альбом «Начало», в который вошло 10 песен из наследия группы «Сыновья»
В 2005 году группа выпустила второй номерной альбом «Прости меня». Как и предыдущий альбом.
В 2006 году выпустила третий номерной альбом «Я буду ждать». Альбом был записан при непосредственной поддержке Сергея Трофимова на его московской студии. Запись альбома стала возможной после приглашения группы Трофимовым на его ежегодный фестиваль, который проводится в Навашино.
В 2007 году группа выпустила четвёртый номерной альбом «В начале века», который также переиздала в 2015 году компания «Бомба-Питер» в электронном виде.
В 2008 году на лейбле Никитин группа выпустила пятый номерной альбом «Дети Свободы».

### «Свободный полет» 2.0 (2009—2019)
В 2009 году группа издала свой первый интернет сборник «Лучшие песни», в который вошли песни со всех пяти номерных альбомов коллектива.
В 2010 году группа выпустила сингл «Электричка». Сингл переиздан в 2015 году в электронном виде.
В 2011 году на московском лейбле «Live music» вышел диск «MP3 коллекция». В него вошли все альбомы коллектива и сингл «Электричка».
В дальнейшем состав группы неоднократно менялся.  В 2011 году к «Свободному полёту» присоединился Шатуновский Андрей, барабанщик Аллы Пугачёвой, с которым был записан альбом «Прошлое».
15 апреля году на лейбле «Live music» вышел альбом «Все только начинается».
В 2013 году группа выпустила альбом «Прошлое». на лэйбле Бомба-Питер.
В 2014 году группа выпустила макси-сингл «Осень Патриарха», в который вошли песни «Немодный мотив», «Квас», и сама «Осень Патриарха» на лэйбле Бомба-Питер. 
В том же году группа издала альбом «Настоящее». Этот альбом является второй частью трилогии «Вечность» на лэйбле Бомба-Питер.
4 мая 2015 года группа выпутила альбом «Фрески».
Вадим Понамарев (Гуру Кен): Между тем, сам альбом более чем необычен — хоть для русского рока, хоть для Пугачевой. 12 треков — это всего одна 6-минутная песня, но спетая на разные стихи. Даже не припомню, чтобы хоть кто-нибудь в последние лет тридцать делал нечто подобное. Поэтому сначала о музыке (она принципиально не меняется от песни к песне). Песня сделала бы честь «Аквариуму» или «Калинову мосту» — это размеренный фолк-рок с отменной узнаваемой флейтой Рубекина, основательно размеренными барабанами Шатуновского, балладным перебором гитар Сергея Пахотина. Песня совершенно нехитовая, но отлично сделанная. Тексты же Полежаева невероятно романтичные, чем-то напоминающие «Воскресение». Размышлительные. Они адресованы явно поколению «40+», тем, кто приходит к размышлениям о православии и буддизме, иронии судьбы, вообще к осмыслению библейских сюжетов. Все 12 «фресок» — в сущности, отголоски именно глав Библии — «Венец», «Илия», «Младенец», «Мария», «Сад», «Молитва» и др. Не удивлюсь, если большинство текстов написано после поездки к святым местам Израиля.
24 апреля группа выпустила альбом "Сотворчество. Часть 2", записанный совместно с «N&B» на лэйбле Бомба-Питер. 
1 августа вышел альбом «Будущее» на лэйбле Бомба-Питер.
«Будущее» — альбом, который хочется слушать именно на качественной аппаратуре, не отвлекаясь, не распыляясь. В нём много воздуха и того особенного шарма условных 90-х, когда гуляли свежие ветра перестройки, и казалось, что все впереди и все в будущем будет прекрасно. Непонятно почему, но в это верилось. Во многом альбом перекликается с сегодняшним днём, несмотря на ретро-подачу, — песни Ёлки или IOWA заряжены тем же позитивом и оптимизмом, и именно внутри своего уютного внутреннего мира, не отвлекаясь на суету сует внешнего мира. Что уж, последний альбом Маккартни тоже таков! Видимо, в мире носится единая позитивная материя, высвечивающая тех, кто одной крови. Они — вместе.
(Из рецензии Гуру Кена)
23 апреля группа выпустила концертный альбом «Площадь согласия». 
В июне на 29 фестивале «Кинотавр» был представлен короткометражный фильм «Развод» режиссёра Шалаевой Марии, в котором наряду с актёрами Марией Шалаевой, Михаилом Евлановым так же принял участие Полежаев Илья. В этом фильме звучит песня группы «Свободный полёт» «Квас». 
1 августа вышла первая часть аудиокниги «На двоих» под названием «Прошлое» (feat.Евланов). 6 августа вышла вторая часть аудиокниги «На двоих» под названием «Настоящее» (feat. Евланов), а 13 августа третья часть аудиокниги «На двоих» под названием «Будущее». 
27 сентября года вышел альбом «Вместе. Часть 1». Альбом «Вместе. Часть 1» — является первой частью дуэтного проекта коллектива. В альбом вошло 10 треков группы, которые спели Чиграков, Чернецкий, Маргулис, Пиковский («Хьюго»), Алексей Силин («Ирландское рагу»), Сергей Ефременко («Маркшейдер Кунст»), Сергей Бондаренко («N&B»), Башаков, Валерий Цуркан, Ольга Никитина.
Осенью к группе присоединился скрипач Крючков Евгений.

### «Свободный полет» 3.0 (с 2019)
27 сентября 2019 года на лэйбле Бомба-Питер вышел тройной CD «Вечность», который стал 12 номерным альбомом коллектива.
8 октября к группе присоединился гитарист Константин Ковачев.
27 сентября  2020 года вышел 13 номерной альбом коллектива «Нежно» на лэйбле Бомба-Питер.
Борис Пастернак определял суть настоящего творца как «времени заложник у вечности в плену». С вечностью московская группа «Свободный полет» вела напряженный диалог в своем предыдущем альбоме — музыкальном триптихе «Вечность» (2019). А с нашим неверным и зыбким временем, норовящим в любой момент подставить подножку, коллектив разбирается в своей новой пластинке «Нежно».

(Из рецензии Дениса Ступникова)
3 октября группа выпустила концертный альбом «Весенний» (2020 год). 11 октября концертный альбом «Живое тв» (2015 год). 18 октября концертный альбом «Гринвич Паб» (2012 год).
1 марта 2021 года группа выпустила клип на песню «Нежно». 8 марта вышел макси-сингл «Поехали». В нём приняла участие Марина Капуро.
27 марта группа выпустила 12 концертный альбом «Night Train», запись которого была произведена в Москве 22 октября 2018 года.

27 сентября вышел 14 номерной альбом «Вместе. Часть 2». Этот альбом является второй частью дуэтной трилогии.
27 марта 2022 года группа выпустила 13 концертный альбом «Живые», запись которого была произведена в Москве 10 декабря 2013 года.

27 сентября вышел 15 номерной альбом «Сотворчество», записанный совместно с пермским коллективом «N & B».
27 марта 2023 года группа выпустила 14 концертный альбом «Акустика на четверых», запись которого была произведена на «Cyber Snake TV» в городе Наро-Фоминск 30 мая 2021 года.

27 сентября вышел 16 номерной альбом «Вместе. Часть 3». Этот альбом является третьей частью дуэтной трилогии.
27 марта 2024 года группа выпустила концертный альбом «Рок Гаражник».
13 апреля  вышел сингл «Рассветы». «Рассветы» — это очередной сингл группы «Свободный Полет» с готовящегося к выходу альбома «Дом Радости. Часть 1».
27 сентября на лейбле «Балт Мьюзик» (экс "Бомба-Питер") вышел 17-й номерной альбом «Дом Радости. Часть 1».
27 марта 2025 года группа выпустила концертный альбом «20 лет. Акустика».

## Дискография

### «Сыновья»

#### «LP»
- 1994 — «Детские песни»
- 1997 — «Путём любви»
- 2002 — «Русский блюз»

#### «EP»
- 1998 — «В широком поле»

#### «Singls»
- 1997 — «Путём любви»
- 1999 — «В широком поле»

#### «Live»
- 1995 — «Детские песни»
- 1996 — «Визит на Селигер»
- 1996 — «Твой свет»
- 1996 — «Долгий разговор»
- 1996 — «На родной земле»
- 1997 — «Путём любви»
- 1998 — «В широком поле»
- 1999 — «Начало»
- 2001 — «Прости меня»

### «Свободный полёт»

#### «LP»
- 2004 — «Начало»
- 2005 — «Прости меня»
- 2006 — «Я буду ждать»
- 2007 — «В начале века»
- 2008 — «Дети свободы»
- 2009 — «Лучшие песни»
- 2011 — «MP3 коллекция»
- 2012 — «Все только начинается»
- 2013 — «Прошлое»
- 2014 — «Настоящее»
- 2015 — «Фрески»
- 2017 — «Будущее»
- 2018 — «Вместе I»
- 2019 — «Вечность»
- 2020 — «Нежно»
- 2021 — «Вместе II»
- 2022 — «Сотворчество»
- 2023 — «Вместе III»
- 2024 — «Дом Радости I»

#### «Live»
- 2004 — «Полет»
- 2011 — «Все только начинается»
- 2012 — «Гринвич паб»
- 2013 — «Прошлое»
- 2014 — «Настоящее»
- 2015 — «Живое тв»
- 2016 — «Песни Волопаса»
- 2017 — «Площадь согласия»
- 2018 — «Будущее»
- 2019 — «Вечность»
- 2020 — «Весенний»
- 2021 — «Night Train»
- 2022 — «Живые»
- 2023 — «Акустика на четверых»
- 2024 — «Рок-гаражник»
- 2025 — «20 лет. Акустика»

#### «Singls»
- 2010 — «Электричка»
- 2011 — «Сильный дождь»
- 2012 — «Люблю тебя»
- 2013 — «Хозяюшка»
- 2013 — «Монгол Шуудан»
- 2014 — «Осень патриарха»
- 2015 — «Музыкант»
- 2016 — «Джими»
- 2016 — «Волопас»
- 2016 — «Дитя»
- 2016 — «Музыкант» (feat. Михаил Башаков)
- 2016 — «Электричка» (feat. N&B)
- 2016 — «Люблю тебя» (feat. N&B)
- 2017 — «Иконка» (feat. N&B)
- 2017 — «Сцена»
- 2017 — «Питер-Москва» (feat. N&B)
- 2018 — «Осень Патриарха» (feat. N&B)
- 2019 — «Квас» (feat. N&B)
- 2020 — «Дорога» (feat. N&B)
- 2020 — «Дитя» (feat. N&B)
- 2020 — «Родная»
- 2020 — «Попробуй»
- 2022 — «Я еду»
- 2023 — «Песочный город»
- 2024 — «Звезды»
- 2024 — «Рассветы»
- 2024 — «Jimi»
- 2024 — «Musician»
- 2025 — «Doctor»
- 2025 — «Autumn of the Patriarch»

#### «EP»
- 2014 — «Осень Патриарха»
- 2016 — «Сотворчество I» (feat. N&B)
- 2016 — «Волопас» (feat. Сергей Чиграков)
- 2017 — «Не ждал» (feat. Павел Пиковский)
- 2017 — «Немодный мотив» (feat. Александр Чернецкий)
- 2017 — «Спасибо» (feat. Ольга Никитина)
- 2017 — «Машина» (feat. Евгений Маргулис)
- 2018 — «Иконка» (feat. Валерий Цуркан)
- 2018 — «Квас» (feat. Сергей Ефременко)
- 2018 — «Питер-Москва» (feat. Алексей Силин «Ирландское рагу»)
- 2018 — «Пьяное похмелье» (feat. Сергей Бондаренко)
- 2018 — «Сотворчество II» (feat. N&B)
- 2019 — «Еще один год» (feat. Юлия Полежаева «Cyber Snake»)
- 2019 — «Ты и я» (feat. Дарья Чигракова)
- 2019 — «Сотворчество III» (feat. N&B)
- 2019 — «Как жалко» (feat. Настя Полева)
- 2019 — «Я верую» (feat. Вячеслав Никаноров)
- 2019 — «Осень Патриарха» (feat. Максим Леонидов)
- 2020 — «Сотворчество 4» (feat. N&B)
- 2021 — «Типтонвилл» (feat. Саша Самойленко)
- 2021 — «Электричка» (feat. Михаил Евланов)
- 2021 — «Поехали» (feat. Марина Капуро)
- 2021 — «Джими» (feat. Майк Кремлин)
- 2021 — «Просто» (feat. Кирилл Кухаренко)
- 2022 — «Старый ворон» (feat. Альберт Кувезин)
- 2022 — «Хозяюшка» (feat. Алексей Белкин)
- 2022 — «Шторы» (feat. Елена Коробейникова)
- 2022 — «Доктор» (feat. Алексей Смирнов)
- 2022 — «Сцена» (feat. Михаил Семенов)
- 2023 — «Перегруз» (feat. Гарри Ананасов)
- 2023 — «Гарсонка» (feat. Илья Берман)
- 2023 — «Родная» (feat. Юрий Арцызов)
- 2023 — «Монгол Шуудан» (feat. Андрей Смирнов)
- 2023 — «Попробуй» (feat. о. Анатолий (Першин))

#### «Сборники»
- 2007 — Рок дом 2 (Ты стояла)
- 2008 — Рок дом 3 (Шторы)
- 2007 — Охота 15 (Пьяное похмелье)
- 2010 — Охота 29 (Электричка)
- 2011 — Сезоны рока 3 (Люблю Тебя)
- 2012 — Честная музыка 4 (Сильный дождь)
- 2013 — Охота 42 (Хозяюшка)
- 2013 — Охота 43 (Светофор)
- 2013 — Охота 44 (Люблю тебя)
- 2013 — Охота 45 (Как жалко)
- 2014 — Охота 46 (Шторы)
- 2014 — Охота 47 (Осень патриарха)
- 2014 — Охота 48 (Немодный мотив)
- 2014 — Охота 49 (Квас)
- 2014 — Охота 51 (Еще один год)
- 2015 — Охота 52 (Машина)
- 2015 — Охота 53 (Не ждал)
- 2015 — Охота 54 (Снег)
- 2015 — Охота 55 (Когда-нибудь)
- 2015 — Охота 56 (Ты и я)
- 2015 — Охота 57 (Музыкант)
- 2016 — Охота 61 (Джими)
- 2016 — Охота 63 (Волопас)
- 2016 — Охота 64 (Дитя)
- 2016 — Охота 65 (Музыкант)(feat. Михаил Башаков)
- 2016 — Охота 67 (Электричка feat. N&B)
- 2016 — Охота 68 (Люблю тебя)(feat. N&B)
- 2016 — Охота 70 (Волопас) (feat. Сергей Чиграков)
- 2016 — Бункер (Волопас)(feat. Сергей Чиграков)
- 2017 — Охота 72 (Не ждал) (feat. Павел Пиковский)
- 2017 — Охота 77 (Сцена)
- 2018 — Охота 85 (Доктор)
- 2019 — Охота 90 (Осень Патриарха)(feat. Максим Леонидов)
- 2020 — Охота 94 (Плохие певцы)
- 2021 — Охота 99 (Нежно)
- 2021 — Охота 101 (Перегруз)
- 2021 — Охота 102 (Родная)
- 2021 — Охота 103 (Поехали) (feat. Марина Капуро)
- 2022 — Охота 104 (Попробуй)

#### «Аудиокниги»
- 2018 — «На двоих. Прошлое» (feat Евланов Михаил)
- 2018 — «На двоих. Настоящее» (feat Евланов Михаил)
- 2018 — «На двоих. Будущее» (feat Евланов Михаил)

## Клипы
- 2005 — «Поехали» (реж. Илья Полежаев)
- 2006 — «Я из дома» (реж. Илья Полежаев)
- 2011 — «Электричка» (реж. Илья Полежаев, Михаил Евланов)
- 2012 — «Весна» (реж. Илья Полежаев)
- 2012 — «Иконка» (реж. Илья Полежаев)
- 2012 — «Люблю тебя» (реж. Илья Полежаев)
- 2012 — «Сильный дождь» (реж. Илья Полежаев)
- 2013 — «Одиночество» (реж. Илья Полежаев)
- 2015 — «Немодный мотив» (реж. Илья Полежаев)
- 2016 — «Волопас» (реж. Илья Полежаев)
- 2021 — «Нежно» (реж. Илья Полежаев, Владемир Дергач)
- 2022 — «Я еду» (реж. Илья Полежаев)
- 2023 — «Песочный город» (реж. Илья Полежаев)
- 2024 — «Звезды» (реж. Илья Полежаев)
- 2025 — «Браток» (реж. Илья Полежаев)

## Видео
- 2006 — «О2ТВ» (Москва)
- 2010 — «Музыка нового поколения» (Всеволожск)
- 2011 — «Байк шоу» (Севастополь)
- 2012 — «Авансцена» (Красногорск)
- 2013 — «Наше Радио» (Москва)
- 2014 — «Настоящее» (Москва)
- 2015 — «Рок-волна 2» (СПб)
- 2016 — «Рок-волна 4» (СПб)
- 2016 — «Песни Волопаса» (Наро-Фоминск)
- 2017 — «Площадь согласия» (Москва)
- 2018 — «Будущее» (Наро-Фоминск)
- 2018 — «Осенняя акустика» (Москва)
- 2019 — «Вечность» (Наро-Фоминск)
- 2020 — «8 марта» (Москва)
- 2021 — «Акустика на четверых» (Наро-Фоминск)
- 2021 — «Рок Гаражник» (Мытищи)
- 2021 — «Библос» (Красногорск)
- 2022 — «Видное ТВ» (Видное)
- 2022 — «Сильный снег» (Наро-Фоминск)
- 2022 — «Видное ТВ» (Видное)
- 2022 — «Cyber Snake TV» (Наро-Фоминск)
- 2023 — «Видное ТВ» (Видное)
- 2023 — «Cyber Snake TV» (Наро-Фоминск)
- 2023 — «20 лет. Акустика» (Красногорск)
- 2024 — «Видное ТВ» (Видное)
- 2024 — «Cyber Snake TV» (Наро-Фоминск)
- 2025 — «Первый концерт. 30 лет спустя» (Красногорск)
- 2025 — «Cyber Snake TV» (Наро-Фоминск)